# 维克多·博洛甘
维克托·博洛甘（羅馬尼亞語：Victor Bologan，1971年12月14日—），摩尔多瓦国际象棋棋手，亦是一位国际象棋作家。1991年获国际象棋特级大师称号。
博洛甘于2003年获俄航杯国际象棋公开赛冠军。同年，又夺得多特蒙德国际象棋超级大赛冠军。2005年，获加拿大公开赛冠军。此外，他还曾代表摩尔多瓦参加过11届国际象棋奥林匹克。

## 荣誉
- 荣誉勋章（摩尔多瓦，2017年）[2]